# Резван, Ефим Анатольевич
Ефи́м Анато́льевич Ре́зван (7 октября 1957, Ленинград РСФСР, СССР) — советский и российский арабист и исламовед, доктор исторических наук, профессор, главный редактор международного журнала «Manuscripta Orientalia», заместитель директора Музея антропологии и этнографии им. Петра Великого (Кунсткамеры) РАН, эксперт-тренер ЮНЕСКО/ИКОМ («Управление музеем — XXI век»).

## Биография, образование и карьера
Из семьи с военными традициями. В 1980 году окончил с отличием кафедру арабской филологии восточного факультета Ленинградского государственного университета, в 1983 году — аспирантуру Ленинградского отделения Института востоковедения АН СССР. Учителя в науке: П. А. Грязневич, Sergio Noja Noseda (Италия).
В 1984 году в Ленинградской части Института этнографии АН СССР защитил диссертацию на соискание ученой степени кандидата исторических наук на тему «Этносоциальная терминология Корана как источник по истории и этнографии Аравии на рубеже VI—VII в.». Семью годами позднее там же защитил докторскую диссертацию на тему «Коран как исторический источник и литературный памятник». В 1989 году стажировался в Institut d’Etudes Arabes et Islamiques, Université de la Sorbonne Nouvelle (Paris III). В 1984—2000 годах — сотрудник Ленинградского отделения Института востоковедения АН СССР, прошел путь от старшего лаборанта до заместителя директора по научной работе. Заместитель главного редактора журнала Manuscripta Orientalia (1995—2000); с 2000 года по настоящее время — главный редактор. С 2018 года — заместитель главного редактора журналов «Этнография» и «Кунсткамера», член редакционного совета журнала «EtnoAntropologia» (Италия). С 2000 года по настоящее время — заместитель директора Музея антропологии и этнографии им. Петра Великого (Кунсткамеры) РАН по научной работе. По приглашению итальянского исламоведа проф. Сержио Нойа Носеды (1931—2008) вошел в редакционный комитет международного исследовательского и издательского проекта Early Qur’ans. The Era of the Prophet, the Right Guided Caliphs and the Umayyades (Noseda Foundation, Italy), посвященного изучению и публикации древнейших и важнейших рукописей Корана. Резван — инициатор создания системы автоматического распознавания арабского шрифта, наиболее популярной сегодня на арабском Востоке (Al-Qari' Al-Ali, теперь — Sakhr Automatic Reader). Основатель и председатель Редакционного совета серий «Кунсткамера — Архив» и «Manuscripta Orientalia Electronic book series», главный редактор серии «Культура и идеология мусульманского Востока», член редакционных коллегий ряда научных серий, отечественных и зарубежных научных журналов, организатор ряда международных научных конгрессов, проведённых в Санкт-Петербурге, автор статей для ряда академических отечественных и зарубежных энциклопедических изданий.
С 2006 года — почётный профессор кафедры ЮНЕСКО по компаративным исследованиям духовных традиций, специфики их культур и межрелигиозного диалога Российского научно-исследовательского института культурного и природного наследия имени Д. С. Лихачёва, с 2018 — профессор НИУ ВШЭ в Санкт-Петербурге (Санкт-Петербургская школа гуманитарных наук и искусств, Базовая кафедра Музея антропологии и этнографии им. Петра Великого (Кунсткамера) РАН). Преподавал на философском и восточном факультетах СПбГУ, в Смольном институте свободных искусств и наук СПбГУ, в московском Центре Стэнфордского университета, в Казанском (Приволжском) Федеральном университете, Южно-Казахстанском государственном университете им. М. Ауэзова, Union College of London — Qatar. Выступал с публичными лекциями в Кувейте, Индонезии, Омане, Великобритании, Катаре.
Имеет богатый экспедиционный опыт, работал и организовывал экспедиционные выезды в Йемен (1989, 2007); Узбекистан (2001, 2004, 2005); Вьетнам (2005); Индию (2002, 2005, 2009); Шри Ланку и Мальдивы (2009); КНР и Гонконг (2005); КНР (2008); Египет (2006, 2007); Эфиопию (2008, 2009, 2010); Танзанию и Занзибар (2010); Индонезию (Суматра, 2013); Казахстан (2010, 2011, 2012, 2015), Оман (2016), Иордания (2017).
Авторские выставочные проекты Е. А. Резвана были показаны во многих городах России, а также в Австрии, Венгрии, Голландии, Греции, Латвии, Словакии, Словении, США, Финляндии, Франции, Чехии, Швейцарии, Эстонии. Созданная в рамках проекта «Иджма‘=Согласие» серия документальных фильмов была показана на телеканале «Россия сегодня». В ходе различных научных мероприятий и культурных акций фильмы его демонстрировались в Великобритании, Греции, Египте, Индонезии, Италии, КНР, Финляндии и Франции. Е. А. Резван — эксперт-тренер ЮНЕСКО/ИКОМ («Управление музеем — XXI век»).

## Сфера научных интересов
Исламоведение; история и этнография народов Ближнего и Среднего Востока; история и этнография народов Центральной Азии; коранистика; многообразие мира ислама; визуальная антропология; этномузееведение; историография, источниковедение и методология этнографической науки.

## Основные научные достижения
Автор более 300 научных работ (включая 15 монографий и серию выставочных каталогов), опубликованных на русском, английском, арабском, французском, немецком, японском, итальянском, узбекском, финском, персидском, украинском, татарском и др. языках. Создатель и руководитель научного направления «Кораническая этнография». Автор серии работ по исламоведению и коранистике, во многом основанной на изучении рукописных и архивных коллекций (в том числе — выявление, атрибуция, научное описание и публикация одной из старейших и важнейших рукописей Корана в мире, так называемого «Корана ‘Усмана», почитавшегося мусульманами Центральной Азии на протяжении почти пятисот лет первосписком Священного текста). Автор серии монографий, посвящённых русско-арабским отношениям и основанных на изучении отечественных архивных источников, и серии работ, посвященных многообразию мира ислама и основанных на результатах многолетних экспедиционных исследований. В настоящее время работает над новым русским переводом Корана.

## Награды и звания
Почетная награда Университета Сока (Токио, 1998); премия Комитета мусульман Азии за участие в проекте «Ислам на территории бывшей Российской империи» (Ташкент, 1998); лауреат национальной премии «Книга года» (Федеральное агентство по печати и массовым коммуникациям России и Ассоциация книгоиздателей России) (2001); диплом ЮНЕСКО за лучшее издание, вносящее значительный вклад в культуру мира и ненасилия и диалог между цивилизациями (2001); лауреат национальной премии «Книга года» Исламской Республики Иран (2002); лауреат национальной премии «Книга года» в номинации «Humanitas» (2005); лауреат Второго международного конкурса государств-участников СНГ «Искусство книги» в номинации «Диалог культур» (2005); диплом ЮНЕСКО «Лучшее издание, вносящее значительный вклад в диалог культур» (2005); лауреат Тегеранской «Выставки Коранов» (2005).

## Выставочные и медийные проекты
Выставочные проекты Е. А. Резвана были показаны во многих городах России, а также в Австрии, Венгрии, Голландии, Греции, Латвии, Словакии, Словении, США, Финляндии, Франции, Чехии, Швейцарии, Эстонии. Е. А. Резван — один из организаторов выставки «От Багдада до Исфагана. Миниатюра и каллиграфия из коллекции СПбФ ИВ РАН» (Париж — Нью-Йорк — Лугано — Зальцбург). Ему принадлежит серия авторских выставочных проектов: «Грёзы о Востоке. Русский авангард и шелка Бухары», «Они сражались за нашу свободу» (Таллинн , Рига, Санкт-Петербург, о. Родос (Греция), Прага, Будапешт, Гаага , Братислава , , Чикаго , 2007—2011). Продолжает развиваться проект «В зеркале времени» (Найроби , 2010, (о. Родос, Греция), Любляна , Блед , Марибор , Словень-Градец  (Словения), Будапешт . В 2012 г. выставка «В зеркале времени. Диалог культур в Русском мире», смонтированная на теплоходе «Римский-Корсаков», пересекла с севера на юг практически всю Россию (Ханты-Мансийск — Салехард — Омск). Её посетителями стали жители приобских городов и небольших поселков, таких как Октябрьское, Шеркалы, Нижние Нарыкары, Березово, Азовы, Мужи, Шурышкары, Горки, Большеречье. В рамках авторского научного и медиа-проекта «Иджма‘=Согласие» развивается серия выставок «Экспедиции продолжаются»: «Jeynov — „Мы пришли“ (арабы Узбекистана: образы традиционной культуры)» (Санкт-Петербург , , Тампере , 2004—2005), «Страна благовоний (Йемен: образы традиционной культуры» (Санкт-Петербург , , Москва , о. Родос , Сургут , 2007—2008); «Старожилы (традиционная культура старожильческого населения Югры)» , «Между Туркестаном и Тибетом: салары». В 2012 г. на о. Родос (Греция) был представлен выставочный проект «Иона: символ жизни и избавления» (первый показ — Санкт-Петербург, 2013 ). В 2014 г. в Музее Анны Ахматовой в Фонтанном доме стартовал выставочный проект Резвана «Les bijoux doivent être sauvages!». Созданная в рамках проекта «Иджма‘=Согласие» серия документальных фильмов была показана на телеканале «Россия сегодня».

## Основные экспедиции
Йемен (1989 , 2007); Узбекистан (2001, 2004, 2005); Вьетнам (2005); Индия (2002, 2005), Индия — Шри Ланка — Мальдивы, 2009 ; КНР — Гонконг (2005), КНР (2008) ; Египет (2006, 2007); Эфиопия (2008 , 2009); Эфиопия — Танзания — Занзибар, 2010); Казахстан (2010 , , 2011, 2012); Индонезия (Суматра, 2013) .

## Документальные фильмы
- В поисках Корана ‘Усмана (2003, автор сценария и сопродюсер). Режиссёр А. Абашкин;

- Восточный Фаберже: истории любви (2003, автор сценария, продюсер и режиссёр);
- Рукопись и судьба (2007, автор сценария и сопродюсер). Режиссёр Т. Колногорова;
- Каир — Петербург (2007, автор сценария и продюсер). Режиссёр Т. Соловьёва;
- Раскол (2007, автор сценария и сопродюсер). Режиссёр Т. Колногорова;
- Коран с пятиконечной звездой (2007, автор сценария и сопродюсер). Режиссёр Т. Колногорова;
- Араб из Джинау (2007, автор сценария и продюсер). Режиссёр Т. Соловьёва;
- Каир — Тампере. Женские судьбы (2007, автор сценария и сопродюсер). Режиссёр Т. Колногорова;
- Экспедиция (2007, автор сценария и продюсер). Режиссёр Т. Соловьёва;
- Хафтранги. Райский сад: семь цветов (2007, автор сценария и продюсер). Режиссёр Т. Соловьёва;

О нем:
- Сергеева Т. С. Мультимедийные проекты Ефима Резвана — вклад учёного в развитие межкультурного диалога
- С. Д. Маркус. Кто объяснит феномен Ефима Резвана?

### Авторские серии
«Иджма=Согласие»
1. Рукопись и судьба (2007, автор сценария и сопродюсер). Режиссёр Т. Колногорова
2. Каир — Петербург (2007, автор сценария и продюсер). Режиссёр Т. Соловьёва
3. Раскол (2007, автор сценария и сопродюсер). Режиссёр Т. Колногорова
4. Коран с пятиконечной звездой (2007, автор сценария и сопродюсер). Режиссёр Т. Колногорова
5. Араб из Джинау (2007, автор сценария и продюсер). Режиссёр Т. Соловьёва
6. Каир — Тампере. Женские судьбы (2007, автор сценария и сопродюсер). Режиссёр Т. Колногорова
7. Экспедиция (2007, автор сценария и продюсер). Режиссёр Т. Соловьёва

«Иджма. Мусульманские сокровища России (судьбы, коллекции, документы)»
1. Хафтранги. Райский сад: семь цветов (2007, автор сценария и продюсер). Режиссёр Т. Соловьёва
2. Глазами принца (в работе, автор сценария и продюсер). Режиссёр Т. Соловьёва

В ходе различных научных мероприятий и культурных акций фильмы Е. А. Резвана демонстрировались в Великобритании, Греции, Египте, Индонезии, Италии, КНР, Финляндии и Франции.

## Награды и звания
- Почетная награда Университета Сока (Токио, 1998);
- Премия Комитета мусульман Азии за участие в проекте «Ислам на территории бывшей Российской империи» (Ташкент, 1998).

За книгу «Коран и его мир»
- Лауреат национальной премии «Книга года» (Федеральное агентство по печати и массовым коммуникациям России и Ассоциация книгоиздателей России) (2001)
- Диплом ЮНЕСКО за лучшее издание, вносящее значительный вклад в культуру мира и ненасилия и диалог между цивилизациями (2001)
- Лауреат национальной премии «Книга года» Исламской Республики Иран (аналог Государственной премии РФ) (2002)

За книгу «„Коран Усмана“: Санкт-Петербург, Катта-Лангар, Бухара, Ташкент»
- Лауреат национальной премии «Книга года» в номинации «Humanitas» (2005)
- Лауреат Второго международного конкурса государств-участников СНГ «Искусство книги» в номинации «Диалог культур» (2005)
- Диплом ЮНЕСКО «Лучшее издание, вносящее значительный вклад в диалог культур» (недоступная ссылка) (2005)
- Лауреат Тегеранской «Выставки Коранов» (2005).

## Основные публикации
- Суфун русийа фи л-халидж ал-‘араби. 1899—1903. Мавад мин аршиф ад-даула ал-маркази ли-л-устул ал-бахри ал-харби. Дар ат-Такаддум, Муску, 1990 [Русские корабли в Персидском заливе. 1899—1903. Материалы ЦГА ВМФ. М.: «Прогресс», 1990] (на арабском языке);

- Коран. Перевод Д. Н. Богуславского (совместно с А. Н. Вейраухом). Санкт-Петербург: Петербургское востоковедение, 1995;
- Коран и его толкования. Санкт-Петербург: Петербургское востоковедение, 2000;
- Коран и его мир (Санкт-Петербург, Петербургское востоковедение: 2001);
- «Коран ‘Усмана» (Катта-Лангар, Санкт-Петербург, Бухара, Ташкент). Санкт-Петербург: Петербургское востоковедение, 2004) (русско-английское издание);
- Rezvan E. Russian Ships in the Gulf, 1899—1903. London: Ithaca Press, 1999;
- Хаджж кабла ми’a сана. Рихла сирриййа ли-д-дабит руси ‘Абд ал-‘Азиз Даулатшин или-л-Макка ал-Мукаррама, 1898. Байрут: Дар ат-такриб байна мазахиб исламиййа. 1993 [Хаджж сто лет назад. Секретная миссия капитана ‘Абд ал-‘Азиза Давлетшина в высокочтимую Мекку. 1898 г. Бейрут, 1898] (на арабском языке);
- Ал-хисан ал-‘араби фи русийа. Дубай: Марказ Джума‘ ал-Маджид ли-т-турас ва-сакафа, 2005 [Арабская лошадь в России. Дубай, 2005] (на арабском языке);
- Ал-Кур’ан ал-карим фи Русийа. Дубай: Марказ Джума‘ ал-Маджид ли-т-турас ва-сакафа, 2011. Дубай, Марказ Джума‘ ал-Маджид ли-т-турас ва-сакафа, 2011 [Коран в России] (на арабском языке);
- The Qur’an and its world. Saint-Petersburg: MAE RAS, 2012 (Manuscripta Orientalia Electronic book series; Vol. 1);
- Oriental Manuscripts of Karl Fabergé. Vol. 1. St. Petersburg: MAE RAS, 2012. (Manuscripta Orientalia Electronic book series; Vol. 2);
- The Qur’an and Muslim Manuscript Tradition. Selected articles (together with M. Rezvan). St. Petersburg: MAE RAS, 2013 (Manuscripta Orientalia Electronic book series; Vol. 3);
- Введение в коранистику. Казань: Издательство Казанского университета, 2014;
- Туркестан. Санкт-Петербург — Алматы: КМБХ (Серия «Мой мир ислама»; т. 1);
- Человек в Коране и доисламской поэзии. Монография — учебное пособие. СПб.: Президентская библиотека (в соавторстве с А. Ю Кудрявцевой).

### Выставочные каталоги
- От Багдада до Исфахана. Миниатюра и каллиграфия из коллекции СПбФ ИВ РАН / в соавторстве с Ю. А. Петросяном, А. Б. Халидовым и О. Ф. Акимушкиным. — Paris, 1994. — ISBN 978-2-87900-185-2.
- Jeynov — «Мы пришли» (арабы Узбекистана: образы традиционной культуры). — СПб., 2004.
- Грёзы о Востоке. Русский авангард и шелка Бухары. — СПб., 2006.
- Старожилы. «Славянский ход»: этнографические коллекции Югры. — Сургут, 2006.
- Страна благовоний (Йемен: образы традиционной культуры). — СПб., 2007. — ISBN 978-5-91373-011-4.
- Они сражались за нашу свободу. — СПб., 2010.
- Между Туркестаном и Тибетом: салары. Каталог выставки. — СПб., 2010. — ISBN 978-5-88431-179-4.
- В зеркале времени. Кенийская фотоколлекция Герхарда Линдблома. Каталог фотовыставки. — СПб. — ISBN 978-5-91373-033-6.
- Самуил Дудин — фотограф, художник, этнограф (материалы экспедиций в Казахстан в 1899 и 1910 гг.). — СПб., 2010.
- В зеркале времени. Диалог культур в Русском мире. Каталог фотовыставки / при участии А. Ю. Кудрявцевой и Т. М. Федоровой. — СПб., 2011. — ISBN 978-5-88431-219-7.
- В зеркале времени. Народы России глазами фотографов рубежа XIX—XX вв. Каталог фотовыставки / при участии А. Ю. Кудрявцевой. — СПб., 2011. — ISBN 978-5-91373-036-7.
- В зеркале времени. Диалог культур в Русском мире. Каталог фотовыставки / при участии А. Ю. Кудрявцевой и Т. М. Федоровой. — СПб., 2012. — ISBN 978-5-88431-186-2.
- Паспорт Ионы. — СПб., 2012. — ISBN 978-5-88431-240-1.

### Коллекционные издания
Коллекционные издания книг Е. А. Резвана находятся в библиотеках ряда ведущих политических, религиозных деятелей , деятелей науки и искусства .